# Dorothy Tarrant
Dorothy Tarrant (* 7. Mai 1885 in Wandsworth; † 4. September 1973 in Balham) war eine britische Altphilologin. Die Platonforscherin war die erste Frau, die an einer britischen Universität einen Lehrstuhl in Griechisch innehatte.

## Werdegang
Dorothy Tarrant war die Tochter eines unitarischen Pfarrers, Reverend William Tarrant und dessen Frau Alice, geborene Stanley. Zunächst erhielt sie Heimunterricht, ab 1895 bezog sie die Wandsworth High School und ab 1898 die Clapham High School. Noch während der Schulzeit legte sie die Externenprüfung der University of London im Bereich der Klassischen Altertumswissenschaften ab und schloss als Beste ab. Daraufhin erhielt sie ein Stipendium für das Girton College der University of Cambridge. Dieses besuchte Tarrant ab 1904 und studierte dort das klassische Tripos. Sie bestand den ersten und zweiten Teil 1907 und 1908 und schloss beide mit Auszeichnung ab. Sie erhielt den Agnata Butler-Preis, den Therese Montefiore-Preis und das Gilchrist-Forschungsstipendium. Da die Universität Cambridge keine Abschlüsse an Frauen verlieh, machte sie ihren Bachelor-Abschluss am Bedford College in London, das als Frauencollege von Unitarierinnen gegründet worden war. Tarrant schloss ihr Studium 1906 ab und machte drei Jahre später ihren Master-Abschluss. Thema der Qualifikationsarbeit war die Entstehung von Platons Ideenlehre. Den Doktortitel verlieh ihr die Universität London erst deutlich später im Jahr 1930. 1909 wurde Tarrant assistant lecturer am Bedford College, 1921 schließlich lecturer und 1929 university reader. Die Promotion im Jahr 1930 machte den  Weg dafür frei, dass Tarrant 1936 schließlich als erste Frau in Großbritannien auf eine Professur für Altgriechisch berufen wurde. Zudem wurde sie Leiterin (head) der Abteilung. Sie verblieb in dieser Position bis zu ihrer Pensionierung 1950.
Auch jenseits der Universität erreichte Tarrant Positionen, bei denen sie die erste Frau war. So war sie von 1953 bis 1956 Präsidentin der Society for the Promotion of Hellenic Studies und von 1957 bis 1958 der Classical Association. Ihre Präsidentenansprache widmete sich der Geschichte der englischsprachigen Odyssee-Übersetzungen. 1955 wurde sie Ehrenmitglied des Girton College und 1969 des Harris Manchester College in Oxford. Von Bedeutung waren auch Tarrants öffentlichkeitswirksamen Vorträge, die sie bis auf Kreuzfahrtschiffe und ins Frauengefängnis Holloway Prison brachten. Grund für diese Arbeit war nicht zuletzt Tarrants starke Verankerung im Unitarismus. 1952/53 fungierte sie als Präsidentin der General Assembly of Unitarian and Free Christian Churches. Auch verfasste sie als Autorin und Co-Autorin mehrere Jugendbücher für den unitarischen Nachwuchs. Darüber hinaus verfasste sie regelmäßig Beiträge für wissenschaftliche Zeitschriften, darunter The Classical Quarterly und The Journal of Hellenic Studies.
Forschungsschwerpunkt Tarrants waren die Werke Platons, dessen Stil sie detailliert analysierte. Wichtigste Arbeit war ihr Kommentar zum Hippias maior. Die Echtheit als Werk Platons war schon lange angezweifelt worden, Tarrant schloss sich dieser Interpretation an. Die Arbeit erregte einige Aufmerksamkeit und traf genau den Nerv der Zeit, als mehrere Forscher wie Ulrich von Wilamowitz-Moellendorff, George M. A. Grube und Alfred Edward Taylor ihre eigene bisher vertretene Ablehnung zu hinterfragen begonnen hatten. Ihr Artikel The Pseudo-Platonic Socrates in The Classical Quarterly, der sich ebenfalls der Echtheit der Sokrates-Dialoge des Platon widmete, wurde noch 50 Jahre später in Deutschland noch einmal nachgedruckt.
Tarrant verstarb im Alter von 88 Jahren im St. James' Hospital in Balham, Wandsworth, Greater London. 

## Dorothy Tarrant Fellowship
Im Jahr 2016 wurde am Institute of Classical Studies der University of London ein Stipendium zu Ehren Tarrants eingerichtet. Das Stipendium, zu dem das Abhalten einer Sondervorlesung gehört, wird jährlich an Wissenschaftler von Universitäten außerhalb Großbritanniens vergeben, deren Forschungsinteressen sich auf alle Aspekte der klassischen Studien beziehen.
- 2017/18: Anthony Corbeill, Joshua Katz
- 2018/19: Margaret Malamud, Sara Monoson
- 2019/20:[2] Ann Brysbaert, Judith Evans-Grubbs
- 2021/22: Patricia A. Rosenmeyer
- 2022/23: Johannes Baltussen
- 2023/24: Manuel Álvarez-Martí-Aguilar

## Publikationen (Auswahl)
- The Art of Plato. In: The Classical Review 40, 1926, S. 104–112, doi:10.1017/S0009840X00031309.
- The Hippias Major Attributed to Plato. Cambridge University Press, Cambridge 1928.
- The Pseudo-Platonic Socrates. In: The Classical Quarterly 32, 1938, S. 167–173, doi:10.1017/s0009838800025866.
- Colloquialisms, Semi-Proverbs, and Word-Play in Plato. In: The Classical Quarterly 40, 1946, S. 109–117, doi:10.1017/s0009838800023430.
- Plato as Dramatist. In: The Journal of Hellenic Studies 75, 1955, S. 82–89, doi:10.2307/629173.